# Oxystophyllum
Oxystophyllum är ett släkte av orkidéer. Oxystophyllum ingår i familjen orkidéer.

## Dottertaxa tillOxystophyllum, i alfabetisk ordning[1]
- Oxystophyllum acianthum
- Oxystophyllum ambotiense
- Oxystophyllum araneum
- Oxystophyllum atropurpureum
- Oxystophyllum atrorubens
- Oxystophyllum bipulvinatum
- Oxystophyllum buruense
- Oxystophyllum carnosum
- Oxystophyllum changjiangense
- Oxystophyllum cultratum
- Oxystophyllum cuneatipetalum
- Oxystophyllum deliense
- Oxystophyllum elmeri
- Oxystophyllum excavatum
- Oxystophyllum floridanum
- Oxystophyllum govidjoae
- Oxystophyllum hagerupii
- Oxystophyllum helvolum
- Oxystophyllum hypodon
- Oxystophyllum kaudernii
- Oxystophyllum lepoense
- Oxystophyllum lockhartioides
- Oxystophyllum longipecten
- Oxystophyllum minutigibbum
- Oxystophyllum moluccense
- Oxystophyllum nitidiflorum
- Oxystophyllum oblongum
- Oxystophyllum oligadenium
- Oxystophyllum paniferum
- Oxystophyllum sinuatum
- Oxystophyllum speculigerum
- Oxystophyllum subsessile
- Oxystophyllum torricellianum
- Oxystophyllum tropidoneuron
- Oxystophyllum tumoriferum
- Oxystophyllum validipecten